# Аваков, Арсен Борисович
Арсе́н Бори́сович Ава́ков (укр. Арсен Борисович Аваков; род. 2 января 1964 года, Кировский, Кировский район, Азербайджанская ССР, СССР) — украинский государственный и политический деятель. Министр внутренних дел Украины в 2014—2021 годах.
Народный депутат Украины (2012—2014), председатель Харьковской областной государственной администрации (2005—2010), депутат Харьковского областного совета. Член Национального совета по вопросам взаимодействия органов государственной власти и органов местного самоуправления (2008—2010), Совета национальной безопасности и обороны Украины (2007—2008), оргкомитета Евро-2012 (2007). Член Национального союза журналистов Украины. Заслуженный экономист Украины (2007).

## Биография

### Происхождение
Родился 2 января 1964 года в посёлке им. Кирова (Кировский район, в настоящее время — Бинагадинский район) Баку в семье прапорщика, начальника продовольственного склада Бориса Суреновича Авакова (армянин, 1936—1995, настоящая фамилия Авакян). Мать — Татьяна Матвеевна Авакова (Тани Габараева, осетинка, 1935—2002).
С 1966 года постоянно проживает на Украине.

### Образование и карьера
В 1981—1982 годах работал препаратором кафедры «Автоматизированные системы управления» Харьковского политехнического института. В 1988 году окончил этот же институт по специальности «Автоматизированные системы управления», квалификация — инженер-системотехник.
В период обучения в институте, летом 1985 года, Аваков работал мастером (командиром отряда) строительного управления № 18 треста Новоуренгойгазстрой в Тюменской области. Летом 1986-го — командиром студенческого стройотряда БМП-522 ПСМО Тюменьдорстрой треста Уренгойтрансстрой.
В 1987—1990 годах работал инженером во Всесоюзном научно-исследовательском институте охраны вод в Харькове. Занимался научной деятельностью, в частности, вопросами математического моделирования.
В 1990 году учредил и возглавил АО «Инвестор» (президентом которого являлся до 2005 года), и в 1992 году — коммерческий банк «Базис». В 2002 году избран членом исполнительного комитета Харьковского городского совета. Во время президентской кампании 2004 года был заместителем руководителя харьковского штаба Виктора Ющенко и первым заместителем председателя харьковского регионального «Комитета национального спасения». По утверждению ряда СМИ, Аваков являлся ставленником Петра Ющенко — брата третьего президента Украины Виктора Ющенко.

### Глава Харькова

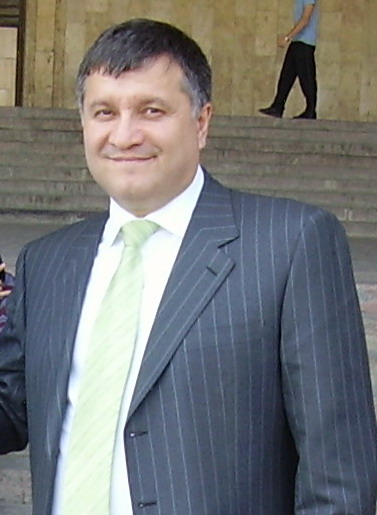
Арсен Аваков в 2007 году

На выборах президента в 2004 году активно поддержал Виктора Ющенко. После его победы 4 февраля 2005 года указом президента Украины был назначен председателем Харьковской областной государственной администрации. После назначения сложил с себя полномочия председателя наблюдательного совета АО «Инвестор» и АКБ «Базис». Одним из его заместителей стал племянник главы государства — Ярослав Ющенко, сын старшего брата президента Петра Ющенко.
В марте 2005 года избран в совет партии «Народный союз „Наша Украина“», член президиума партии. 26 марта 2006 года избран депутатом Харьковского областного совета V созыва, член комиссии по вопросам бюджета. 11 апреля 2009 года по предложению лидера Всеукраинского общественного движения «За Украину!» Вячеслава Кириленко избран председателем харьковской областной организации «За Украину!».
3 февраля 2010 года внеочередная сессия Харьковского областного совета вынесла вотум недоверия Авакову как главе области с формулировкой «за использование административного ресурса во время подготовки ко второму туру президентских выборов». «За» отставку председателя проголосовали 108 депутатов, «против» — 8, 1 воздержался и 1 не голосовал. 5 февраля президент Украины Виктор Ющенко уволил Авакова с должности на основании ч. 10 ст. 118 Конституции Украины, где сказано, что, если недоверие председателю районной или областной государственной администрации выразили две трети и более депутатов от состава совета соответствующего уровня, президент принимает решение об отставке председателя госадминистрации. Аваков, выразивший поддержку прошедшей во второй тур Юлии Тимошенко, расценил это увольнение как незаконное. Он посчитал неслучайным решение президента освободить накануне второго тура президентских выборов губернаторов двух крупнейших областей — Днепропетровской и Харьковской — с целью обеспечить сопернику Тимошенко Виктору Януковичу лучшие результаты. При этом заместитель Авакова Сергей Стороженко публично порвал распечатку текста указа президента и заявил, что считает этот указ незаконным, нелегитимным и вправе его не выполнять
9 февраля 2010 года, через два дня после победы Виктора Януковича на президентских выборах, подал в отставку с поста председателя Харьковской областной государственной администрации согласно ч. 3 ст. 31 Закона Украины о государственной службе «принципиальное несогласие с решением государственного органа или должностного лица, а также этические препятствия для пребывания на государственной службе», заявив, что он ещё не получил на руки указа президента о своей отставке и не хочет принимать участия в этой «мыльной опере», хотя до этого момента считал президентский указ незаконным.

### В 2010—2013 годах
21 апреля 2010 года вступил в партию «Батькивщина» и принял предложение Юлии Тимошенко возглавить областную организацию «Батькивщины», является членом политсовета партии. В октябре 2010 года принимал участие в выборах Харьковского городского головы, вместе с представительницей КПУ Аллой Александровской являлся одним из основных соперников исполняющего обязанности городского главы и кандидата от «Партии регионов» Геннадия Кернеса. После обработки 100 процентов протоколов победителем стал Кернес (30,09 % голосов), Арсен Аваков набрал 29,46 %. Сами выборы и процедура подсчёта голосов прошли в скандальной атмосфере с многочисленными нарушениями. По утверждению Freedom House, имеются сведения, что в результате массовых нарушений результат выборов был изменён в пользу Геннадия Кернеса.
С осени 2011 года Аваков находился в Европе по делам собственного фонда, в частности продвигая фильм «Армянское наследие Европы». До декабря 2012 года находился в эмиграции в Италии из-за уголовного преследования на Украине.
По итогам осенних парламентских выборов 2012 года избран народным депутатом Украины по спискам объединённой оппозиции «Батькивщина». 27 ноября 2012 года Аваков объявил о своём намерении вернуться на Украину и приступить к своим обязанностям в качестве народного депутата. В парламенте был председателем подкомитета по вопросам законодательства о статусе народного депутата Украины. Во время Евромайдана занимался инфраструктурой протестного лагеря: баррикадами, палаточным городком и питанием.

### Министр внутренних дел

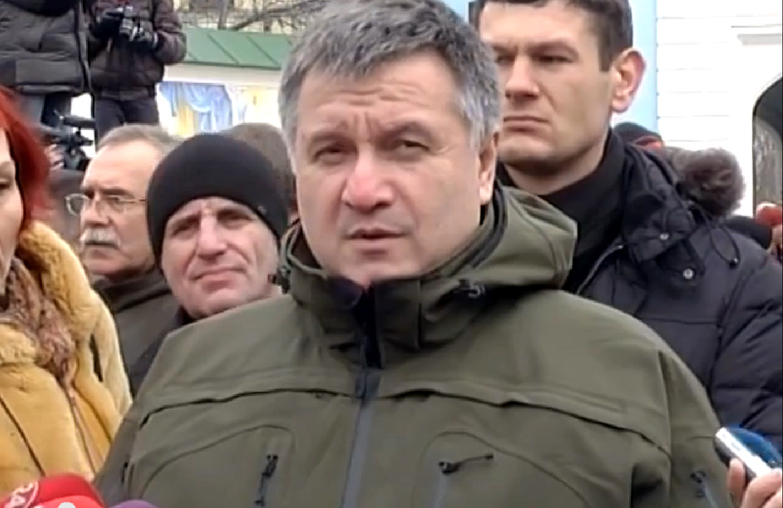
Аваков в феврале 2015 года

Во время политического кризиса на Украине 2013—2014 года Верховная рада Украины 21 февраля 2014 года отправила в отставку исполняющего обязанности министра внутренних дел Виталия Захарченко и на следующий день назначила исполняющим обязанности Арсена Авакова. Как вспоминал Юрий Луценко, на совете Майдана было выдвинуто две кандидатуры на пост министра МВД: Ярема и Аваков, последний был выбран с перевесом в один голос. Сразу после своего назначения Арсен Аваков заявил, что в руководство МВД Украины войдут представители Правого сектора и Самообороны Майдана.
25 февраля 2014 года Аваков провёл кадровые перестановки в МВД, назначил проведение служебного расследования по фактам совершения дисциплинарных проступков, превышения служебных полномочий, злоупотребления служебным положением руководителями Главных управлений и управлений МВД Украины в ряде регионов и подписал приказ номер 144 «О роспуске специального подразделения милиции общественной безопасности „Беркут“».
27 февраля Арсена Авакова утвердили в должности министра внутренних дел Украины. 13 марта 2014 года он написал в профильный комитет Рады заявление о сложении депутатского мандата.
В ночь с 24 на 25 марта на территории Ровненской области при задержании милицией был убит Александр Музычко. За 12 дней до этого Музычко опубликовал в YouTube видеообращение, в котором заявил, что его хотят убить по приказу Авакова: «Руководство Генпрокуратуры и МВД Украины приняло решение о моём физическом уничтожении или захвате и выдаче меня России для того, чтобы потом всё обратить на спецслужбы Российской Федерации. Для проведения этой операции уже создан спецотряд». «Правый сектор» обвинил в убийстве Музычко министра внутренних дел Украины Арсена Авакова и пообещал отомстить ему. В ответ Аваков заявил: «Если какие-то бандиты угрожают министру, я этот вызов принимаю и готов принять любой вызов». Вечером 27 марта 2014 года активисты Правого сектора штурмовали Верховную раду Украины с требованием отставки Авакова.
По итогам 100 дней работы в должности министра среди своих главных достижений Аваков назвал недопущение сепаратистского сценария в Харькове, воссоздание Национальной гвардии и успешную работу милиции во время президентских выборов 2014 года. При этом он признал, что в сложившихся условиях не получилось провести реформу в системе МВД.
В ходе беседы со своими подписчиками в социальной сети Facebook заметил, что «Нужно создавать министерство пропаганды. И не стесняться этого».

#### Президентство Порошенко
29 июля 2014 года Аваков сообщил о планах ведомства заменить в Луганской и Донецкой областях порядка 20 тысяч милиционеров, которые дискредитировали себя в ходе событий 2014 года в этих областях.

19 августа 2014 года Аваков подписал приказ о совместных действиях МВД и Национального совета по вопросам телевидения и радиовещания для контроля за соблюдением законодательства в сфере временного запрета на вещание российских телеканалов, которые пропагандируют войну и насилие в стране. Территориальные подразделения МВД будут способствовать в выявлении кабельных операторов, которые не выполняют решения о прекращении трансляции на территории Украины запрещённых российских телеканалов, а также мониторить их трансляцию во внутренних кабельных сетях в общественных зданиях.

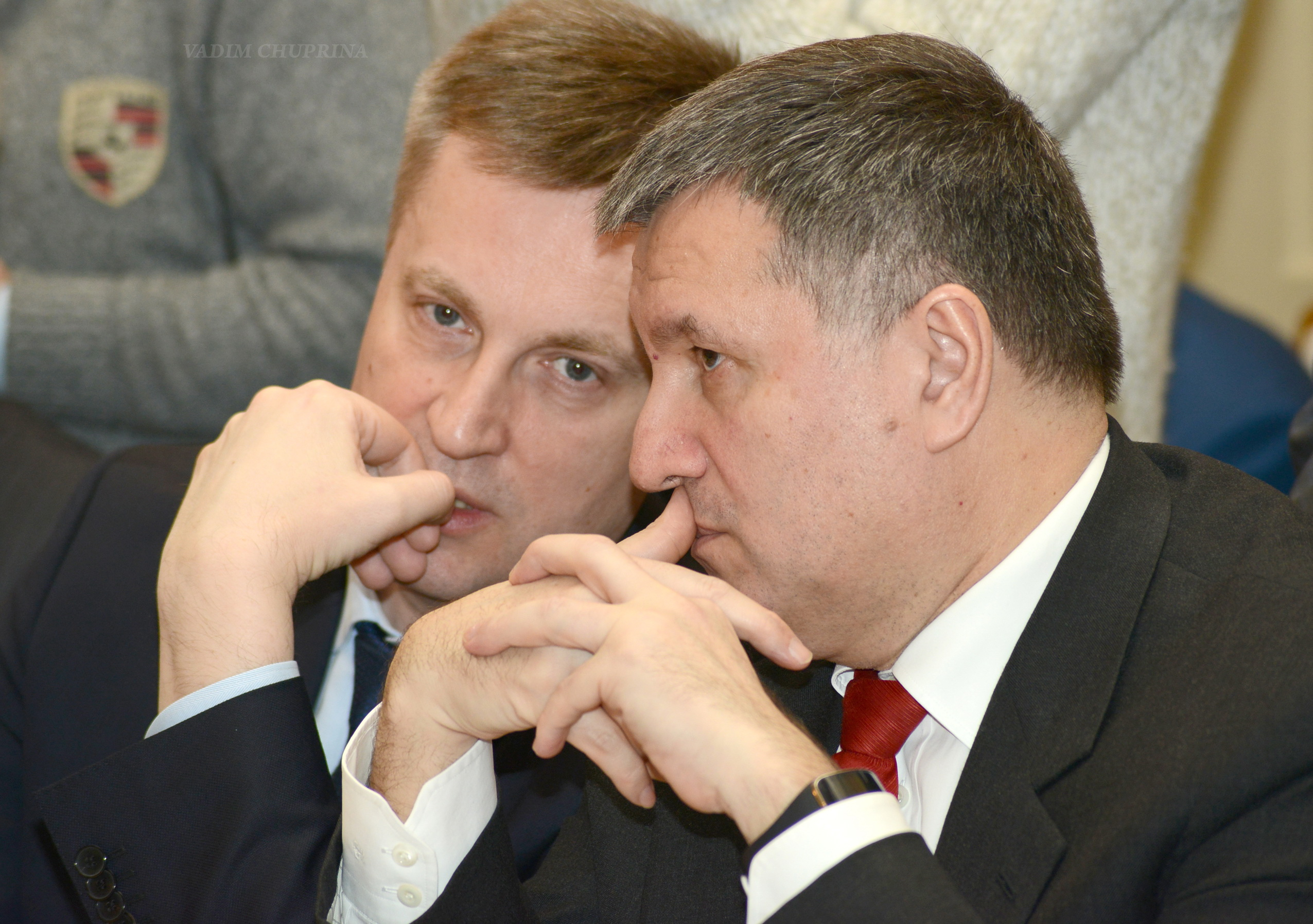
Валентин Наливайченко и Арсен Аваков, 2014

26 августа Арсен Аваков сообщил о том, что не будет участвовать в парламентских выборах вместе с партией «Батькивщина», из политсовета которой вместе с ним вышли около 20 человек, среди них: Александр Турчинов, Арсений Яценюк, Сергей Пашинский, Андрей Парубий, Павел Петренко, Лилия Гриневич. Причиной, по словам главы МВД, стало то, что им не удалось договорится с партией о слиянии с несколькими другими политическими силами и поставить во главе списка нынешнего премьер-министра Арсения Яценюка. Планируется создание новой политической партии путём перерегистрации уже существующей, её вероятное название — «Народный фронт» 10 сентября вступил в военный совет этой партии, созданный согласно украинскому законодательству, по которому военнослужащие и сотрудники правоохранительных органов не могут являться членами какой-либо партии.
В конце августа 2014 года Арсен Аваков сообщил о плане предоставить к 15 сентября проект реформы МВД, и который планируется принять в Кабинете министров и парламенте до конца октября. Сам проект практически готов, и к означенному сроку будут доработаны оставшиеся детали. Представлять пакет реформ будет разработавшая их группа, будет открытое обсуждение, 22 октября Кабинет Министров утвердил концепцию реформирования МВД и стратегию, в рамках которой будет ликвидировано управление по борьбе с организованной преступностью (УБОП). По словам главы МВД оно являлось «больше репрессивным аппаратом», при этом «все полезное из УБОП перейдет в криминальный блок». Кроме этого 15 тысяч милиционеров в Донецкой и Луганской областях, которые остались на подконтрольных вооружённым формированиям ДНР и ЛНР территориях были уволены из МВД и лишены соцгарантий
9 октября 2014 года Аваков сообщил о начале люстрации в собственном ведомстве после вступления в силу соответствующего закона, который накануне подписал президент Украины Пётр Порошенко, к концу октября был уволен 91 сотрудник (среди которых в числе уволенных — начальники областных УВД по Киевской, Донецкой, Черниговской, Тернопольской, Хмельницкой, Полтавской областям, руководство Департамента службы охраны и подразделений ГАИ, а также 8 генералов).
11 ноября 2014 года Арсен Аваков опубликовал тексты документов по реформе МВД Украины, а также состав экспертного совета и консультантов, которые совместно с Министерством внутренних дел разрабатывали стратегию реформирования.
2 декабря 2014 года сформировавшаяся в Верховной Раде коалиция в лице партий «Блок Петра Порошенко», «Народный фронт», «Самопомощь», «Радикальная партия Олега Ляшко» и «Батькивщины» сформировала проект нового состава правительства, где Арсен Аваков сохранил пост главы МВД Украины. Верховная рада приняла этот состав, в поддержку чего проголосовало 288 народных депутатов. Согласно законодательству, парламент досрочно прекратил депутатские полномочия 4 народных депутатов, избранных по списку партии «Народный фронт»: Арсения Яценюка, Арсена Авакова, Вячеслава Кириленко и Павла Петренко.
Летом 2015 года его зарплата на посту министра является одной из самых высоких в правительстве, в один из месяцев она составила почти 14 тысяч гривен (менее 700 долларов США).
14 сентября 2015 года Аваков проиграл суд жителю Львова Святославу Литинскому по делу о выступлении министра на русском языке. Об этом Литинский сообщил в социальной сети Facebook. «Выиграл суд касательно выступления Арсена Авакова. Суд признал противоправным отказ в выдаче мне перевода выступления пана министра», — написал львовянин.
25 сентября 2015 года внёс залог за комбата батальона «Слобожанщина» Андрея Янголенко, который ранее был задержан за подготовку покушения на Авакова и других чиновников.
По данным журналистского расследования Радио «Свобода», в 2016 году Арсен Аваков официально переехал из номера в гостинице площадью в 11 м² в комплекс специальных объектов Министерства внутренних дел «Фортеця» (с укр. — «Крепость») с особым режимом деятельности. Содержание объекта «Крепость» ведётся на государственные средства, причём финансирование комплекса увеличилось с 1,37 млн гривен в 2015 году до 7,63 млн гривен за первые девять месяцев 2016 года. По словам директора департамента коммуникаций МВД Артёма Шевченко, за аренду 130 м² жилой площади четырёхэтажного комплекса Арсен Аваков платил до 9 тыс. гривен в месяц.
После отставки второго правительства Яценюка 14 апреля 2016 года и формирования нового правительства во главе с Владимиром Гройсманом, Арсен Аваков сохранил в нём должность министра внутренних дел Украины.
1 октября 2017 года бывший советник Авакова Антон Геращенко заявил, что между главой МВД и Петром Порошенко существует конфликт с момента избрания последнего на должность президента Украины в 2014 году. По словам Геращенко, Аваков считает «опасным прецедентом» стремление Порошенко «сконцентрировать всю власть над правоохранительными органами в своих руках».

#### Президентство Зеленского
Арсен Аваков был переназначен на прежнюю должность по предложению президента Украины Владимира Зеленского. Был утверждён в новом составе Кабинета министров Украины 29 августа 2019 года на первом заседании Верховной рады IX созыва, избранной на внеочередных выборах 21 июля 2019 года. К тому моменту он оставался единственным министром, пришедшем после смены власти на Украине в 2014 году и не лишившимся своего поста.
В тот же день депутат от фракции партии «Слуга народа» Елизавета Богуцкая в личной переписке, попавшей в распоряжение операторов Верховной рады, заявляла о необходимости сохранения Арсена Авакова на посту министра внутренних дел для предотвращения готовящегося в стране, по её словам, бывшим президентом Украины Петром Порошенко путча, намеченного на декабрь. Сохранение должности за Аваковым связывали и с тем, структуры МВД во время президентской кампании 2019 года мешали избирательным структурам Петра Порошенко.
После переназначения Авакова лидер фракции «Слуга народа» в Верховной раде Давид Арахамия, что Аваков был оставлен на полгода и «под личную ответственность» президента. По его словам, начать реформы должны были новые заместители Авакова. Но как минимум трое из новых заместителей, в том числе Антон Геращенко, были из прежней команды Авакова.
Администрация президента была недовольна влиянием Авакова. В 2019 году Зеленский пытался изъять Национальную гвардию из подчинения МВД. В Раду даже был внесён соответствующий законопроект, но Аваков высказал недовольство попыткой уменьшить его влияние, и офис Зеленского был вынужден отступить. Одновременно сам министр лоббировал создание в структуре Нацгвардии собственной военной разведки с секретным бюджетом и полномочиями на проведение спецопераций за пределами Украины.
На февраль 2020 года, по данным Украинского центра экономических и политических исследований имени Александра Разумкова, Авакову не доверяли 74 процента опрошенных украинцев. Выше антирейтинг был лишь у экс-президента Петра Порошенко и политика Виктора Медведчука. Антирейтинг Авакова был даже выше, чем у премьер-министра Алексея Гончарука, отправленного в отставку в марте 2020. Непопулярность не помешала Авакову попасть в новое правительство Дениса Шмыгаля.
Уже в мае 2020 года отставки Авакова требовала парламентская фракция «Голос» после резонансного изнасилования в Кагарлыке 26-летней женщины сотрудниками полиции прямо в полицейском участке, но президент сохранил министра, что в СМИ увязывали со слабостью президента и крепкими связями Авакова с олигархом Игорем Коломойским, тесно связанным с Зеленским.
13 июля 2021 года написал заявление об отставке, которое было удовлетворено Верховной радой Украины 15 июля 2021 года. Самой обсуждаемой в СМИ версией отставки было недовольство Зеленского министром после того, как полиция трижды в течение нескольких недель задерживала депутатов от президентской партии «Слуга народа» по подозрению в управлении автомобилем в состоянии алкогольного или наркотического опьянения. После увольнения Авакова и назначения на его должность Денис Монастырский из президентской фракции, весь контроль над силовым блоком перешёл к команде Зеленского.

#### Итоги работы
Для проведения реформ МВД была приглашена Хатия Деканоидзе, стоявшая за реформированием полиции в Грузии, но уже осенью 2016 года она ушла в отставку после длительного конфликта с Арсеном Аваковым. И в феврале 2017 её сменил представитель старой системы Сергей Князев. Начатые переаттестация и люстрация сотрудников МВД не дали ожидаемых результатов. Эксперты отмечали, что у руководства МВД и Нацполиции изначально не было целостной стратегии переформатирования милиции в полицию. В результате суды были завалены исками от бывших милиционеров, которые не прошли переаттестацию и были уволены. По решение судей в должностях восстанавливали до 90 % уволенных. Позже в МВД, чтобы уменьшить количество судебных исков, решили изменить правила формирования и работы аттестационных комиссий и проводить переаттестацию только тех, кто занимает руководящие должности в областных управлениях Нацполиции. По некоторым оценкам, по результатам переаттестации полиция была очищена только на 8 процентов, остальные сотрудники остались на своих должностях.
Проводимые при Авакове реформы МВД не помогли снизить уровень насилия в системе. Сразу после Революции достоинства правоохранители опасались переатестации, но когда реформа забуксовала, уровень насилия вновь вырос. Например, в 2017 году от действий сотрудников полиции пострадали свыше 640 тыс. украинцев и 96 тыс. стали жертвами пыток. Насилие направлено в том числе на фальсификацию данных и получение необходимых показаний. За пять лет при Авакове было вынесено лишь 25 обвинительных приговоров по пыткам, по которым было реальное лишение свободы. Эксперты отмечают, что в МВД не смогли отказаться от «палочной» системы, при которой эффективность работы правоохранителей оценивают по выполнению количественных показателей.
Министр внутренних дел за время в должности, кроме персональной коррупции, оказался замешан в ряде скандалов ведомства: Аваков получал упрёки в бездеятельности при расследовании покушения на херсонскую активистку Екатерину Гандзюк; покрывании полицейских, замешанных в убийстве 5-летнего мальчика Кирилла Тлялова, игравшего на детской площадке; обвинения в фальсификации доказательств при аресте подозреваемых по делу об убийстве журналиста Павла Шеремета.
Аваков сохранял министерский пост при одном и. о. главы государства, двух президентах, четырёх премьерах и пяти правительствах. Умело избегая публичных конфликтов с Порошенко, Саакашвили, Зеленским и другими политиками, он постепенно взял контроль над максимальным количеством силовых ведомств Украины. В его подчинении находились: Национальная полиция, Государственная пограничная служба, Государственная служба по чрезвычайным ситуациям, Национальная гвардия и Государственная миграционная служба.

## Уголовное преследование

### Украина

#### 2012 год
Имя Арсена Авакова с 1993 года фигурировало в оперативных разработках харьковской милиции. Аваков проверялся на причастность к следующим преступлениям: нераскрытое убийство заместителя председателя АО «Инвестор» Александра Коновалова (1993 год), хищение газоконденсата в особо крупных размерах с Балаклейского месторождения Газопромышленного управления «Шебелинкагаздобыча», присвоение денежных средств при реализации конденсата через ряд коммерческих структур. Однако до 2012 года уголовных дел в отношении Арсена Авакова не возбуждалось. В феврале 2008 года Геннадий Кернес в прямом эфире программы «Свобода слова» на ICTV обвинил Арсена Авакова в убийстве своего партнёра, а также в лоббировании бизнес-интересов. Также Кернес заявил о том, что Аваков купил себе место председателя:

Я хочу посмотреть этому человеку в глаза и сказать ему, что я являюсь зятем Гайсинского Юрия Александровича (экс-прокурора Киевской области), которого в своё время обвиняли за то, что он Вас защищал, когда Вы убили своего партнёра и присвоили все деньги.
26 января 2012 года прокуратура Украины открыла уголовное дело на Арсена Авакова по статье 365 Уголовного кодекса Украины по факту злостного превышения власти и должностных полномочий, повлёкшие тяжкие последствия, конкретно — за незаконное изменение целевого назначения и передачи в частную собственность 55 гектаров государственных земель стоимостью свыше 5,5 млн гривен в Песочине. 31 января в его квартирах произведены обыски. Повод для возбуждения уголовного дела был обнаружен во время инвентаризации харьковского отделения Госкомзема в конце 2011 года, хотя аналогичная процедура в конце 2010 года не обнаружила существовавший к тому времени акт о передаче земли. По словам самого Арсена Авакова, первоначальный акт был им отменён спустя 45 дней с момента подписания, а само уголовное дело сфальсифицировано. Инициаторами дела он считал городского голову Харькова Геннадия Кернеса, председателя Харьковской областной государственной администрации Михаила Добкина и Андрея Портнова — советника президента Украины Виктора Януковича.
Поскольку с осени 2011 года Аваков находился в Европе, 31 января 2012 года он был объявлен в международный розыск Интерпола. В тот же день Червонозаводским районным судом Харькова была избрана в отношении него мера пресечения — содержание под стражей. Аваков обратился к генеральному прокурору Украины с просьбой закрыть в отношении него уголовное дело, в связи с отсутствием состава преступления, на основании п. 2 ч. 1 ст. 6 УПК Украины.
21 марта был официально объявлен в розыск Интерполом. 25 марта в СМИ появилась информация, что Аваков был задержан в Италии в городе Фрозиноне. 29 марта итальянский суд арестовал Авакова на 40 суток. 12 апреля решением римского суда Аваков был освобождён из-под стражи. 18 октября 2012 года в Италии состоялся суд, решением которого Украине было отказано в экстрадиции Авакова.

#### 2016 год
13 сентября 2016 года Генеральный прокурор Украины Юрий Луценко заявил о возбуждении уголовного дела в отношении Авакова. По его словам, производство было открыто после обращения главы Центра противодействия коррупции Виталия Шабунина. Спустя два дня Луценко заявил, что дело в отношении Авакова закрыто.
Уточнения по поводу того, в связи с какими событиями было заведено это дело, не было. Однако практически одновременно в украинских СМИ появилась информация о том, что НАБУ проводит расследование по факту превышения полномочий должностными лицами Дергачёвской районной администрации Харьковской области (статья 364 Уголовного кодекса Украины). Изначально дело было возбуждено Прокуратурой, а 7 июля 2016 года поручено расследовать НАБУ. В 2005 году ПАТ «Инвестор» (41,5 % акций которого принадлежали Авакову) и Дергачёвская райадминистрация заключили договор купли-продажи земельного участка площадью 18,14 га. Участок состоял из трёх земельных наделов — на одном из них находился детский лагерь, второй относился к землям лесного фонда, а третий принадлежал Черкасско-Лозовскому сельсовету, что означало невозможность отчуждения и продажи. По данным «Центра противодействия коррупции» (руководителем которого является Шабунин) отчуждение произошло с многочисленными нарушениями законодательства. В результате ПАО «Инвестор» незаконно завладел 18,4 га земель, стоимость которого составляла 2,7 млн гривен (в ценах 2005 года).

### Россия

#### 2014 год
21 июня 2014 года Следственный комитет Российской Федерации возбудил уголовное дело в отношении Арсена Авакова и главы Днепропетровской областной администрации Игоря Коломойского, обвинив их в организации убийств, применении запрещённых средств и методов ведения войны, воспрепятствовании профессиональной деятельности журналистов и похищении людей в ходе вооружённого противостояния на востоке Украины. Аваков назвал уголовное преследование в России «высокой оценкой» проделанной им работы, пообещав и впредь «быть максимально неудобным путинскому режиму».
В рамках этого дела СК РФ по данным ряда СМИ начал массово допрашивать всех находящихся в РФ граждан Украины. Ведомство объявило о допросе лишь вынужденных беженцев и граждан Украины, имеющих в зоне конфликта родственников, из 4 тысяч допрошенных 2,7 тысячи признаны потерпевшими.
9 июля 2014 года Басманный районный суд города Москвы рассмотрел и удовлетворил ходатайство СК РФ об избрании в отношении Арсена Авакова заочной меры пресечения в виде заключения под стражу. Сам процесс проходил в закрытом от слушателей режиме по ходатайству прокурора, ибо в материалах содержится личные данные потерпевших — граждан Украины и РФ, так же проходил процесс против Игоря Коломойского. Аваков при этом обладал дипломатическим иммунитетом.

#### 2018 год
В апреле 2018 года Следственный комитет России возбудил уголовное дело против Арсена Авакова на основании статьи 12 УК. Обвинения были направлены из-за препятствия МВД Украины проведению голосования россиянами, проживающими на территории Украины, в выборах президента России.

#### Санкции и обвинения в терроризме
1 ноября 2018 года против Арсена Авакова были введены российские санкции в числе 322 граждан Украины.
23 февраля 2022 года Следственный комитет Российской Федерации обнародовал список украинских военных и политических деятелей, причастных к «убийству русскоязычных людей Донбасса». В частности, Арсену Авакову ведомство вменяет «призывы к осуществлению террористической деятельности».
2 октября 2023 Росфинмониторинг включил Арсена Авакова в перечень террористов и экстремистов.

## Общественная деятельность
Арсен Аваков является соучредителем Фонда имени Марианны Аваковой (назван в честь умершей сестры). Фонд оказывает помощь детским домам, интернатам, детям-сиротам. Также является учредителем Продюсерского фонда Арсена Авакова, президентом Благотворительного фонда «Ренессанс», который занимается проведением благотворительных акций, концертов, аукционов, реставрацией и возрождением памятников истории и архитектуры, грантовой поддержкой молодых учёных, научных программ, детского творчества, сопредседателем организационного комитета Международного фестиваля фантастики «Звёздный мост», который занимается проведением ежегодного международного фестиваля фантастики, издательством фантастической литературы, общественной и просветительской деятельностью в детских домах, школах, вузах. В 2008—2010 годах был председателем Харьковского областного отделения Национального олимпийского комитета.

## Скандалы
В конце апреля 2014 года Арсен Аваков стал участником инцидента в аэропорту Франкфурта-на-Майне. Охрана авиалиний не хотела пускать министра на борт самолёта, поскольку у Авакова, по свидетельствам очевидцев, присутствовали явные признаки алкогольного опьянения. После устроенного скандала и вмешательства охраны аэропорта конфликт удалось уладить, и чиновника пустили на борт.
12 июля 2016 года журналист и народный депутат Сергей Лещенко в эфире телеканала «112 Украина» заявил, что Арсен Аваков вынашивает планы по военному захвату власти на Украине и созданию военной диктатуры:

Эти планы могут быть реализованы в случае, если радикализация в обществе начнет зашкаливать, когда запрос на «сильную руку» начнет возрастать. Тут возникнет министр с «синдромом украинского Путина». Часть людей попросит его навести порядок, потому что устали от беспредела. Но это не называется словом «демократия», это называется — военная хунта.
Аваков покровительствовал ультраправой организации нацкорпус «Азов», что неоднозначно сказывалось на его репутации. Так, в 2019 году 39 американских конгрессменов выступили с требованием признать организацию террористической после того, как всплыли связи украинских ультраправых с единомышленниками на Западе.

### Обвинения в убийствах
Арсен Аваков был упомянут в предсмертной записке председателя правления АО «Инвестор» Александра Мотылевского, написанной 31 октября 2012 года. Текст записки был представлен на пресс-конференции начальником следственного управления областного УВД Зиновием Галаваном. В ней Мотылевский обвиняет топ-менеджеров предприятия в жадности к деньгам, безответственности и в том, что те подставили большое количество сотрудников:

Не укладывается в моей голове то, что совершил Аваков Арсен Борисович. Бог ему судья. Как можно было подставить огромное количество своих сотрудников и не решить их вопросов?! Всё-таки его кугутство и жадность к деньгам, увы, превышает уровень благородства и чувства ответственности.

Такой же и Котвицкий Игорь Александрович. «Свои вопросы я решил, а остальные люди — биомасса».
17 марта 2014 года городской голова Харькова Геннадий Кернес заявил об угрозах в свой адрес, и в адрес членов своей семьи, за которыми может стоять Арсен Аваков. Кернес также называл Авакова заказчиком покушения на него, произошедшего с первым накануне.

### Коррупция
По данным журналистского расследования, в 2014 году МВД Украины закупало рюкзаки для подразделений, участвовавших в военных действиях в Донбассе, по явно завышенным ценам и через подконтрольное Авакову ПАТ «Инвестор». Компания, руководителем которой была супруга Авакова Инна Дмитриевна, продавала рюкзаки в военные подразделения за 3 тысячи гривен, в то время как их рыночная цена не превышала 500 гривен. Информация об этом была размещена в официальном «Вестнике закупок».
15 января 2016 года в журнале «Новое Время» вышло расследование, что Арсен Аваков в кресле главы МВД не только сумел вернуть все утраченные ранее бизнес-активы, но и посредством семьи активно зарабатывает на добыче газа, занижая его стоимость и «оптимизируя» налоги.
Конфликты с Саакашвили
14 декабря 2015 года Аваков бросил стакан с водой в председателя Одесской областной государственной администрации Михаила Саакашвили в ходе их словесной перепалки на заседании Национального совета реформ. Тогда же премьер-министр Украины Арсений Яценюк обозвал Саакашвили «гастролёром» и потребовал «убираться из Украины». 17 декабря Аваков заявил, что подал в суд для защиты своей чести и достоинства на председателя Одесской областной государственной администрации Михаила Саакашвили с требованием опровергнуть обвинения в коррупции.
В декабре 2016 года Михаил Саакашвили обвинил Авакова в незаконной деятельности по добыче янтаря в Ровненской области. Политик разместил видео с посещением одной из площадок, куда не пропускают общественных деятелей и СМИ. По словам Саакашвили, полиция каждый день получает по 100 тыс. долларов для «крышевания» этой деятельности, а прибыль распределяют между собой лично Аваков, прокуратура и местные органы власти.

## Личное состояние и бизнес
Арсен Аваков на протяжении многих лет входил в число богатейших людей Украины. Согласно данным журнала Focus, в 2007 году личное состояние Авакова составляло около 300 млн $, на начало 2008 года оно выросло до 385 млн $, что позволило занять в рейтинге 67-е место.
К началу Оранжевой революции «Инвестор» Авакова собрал десятки предприятий из самых разных сфер экономики. Среди них — нефтегазовые компании «Инвестор-Нефтегаз» и «Энергия-95», ТЭЦ-3 и чайная фабрика Ahmad, местная сеть супермаркетов «Восторг», телекомпания АТН, девелопер «Инвестор Элит Строй», отель «Чичиков», Салтовский хлебзавод, 50 % в «7 канале», несколько радиостанций. Итальянское предприятие Инвестора занималось выпуском моцареллы. Также был собственный банк «Базис». В Харькове Аваков тогда уступал только экс-совладельцам Укрсиббанка Александру Ярославскому и Эрнесту Галиеву.
Уйдя в политику, Аваков передал управление бизнесом партнёрам и менеджерам. Его положение пошатнулось в 2010 году, когда он поддержал на выборах Юлию Тимошенко, проигравшую президентские выборы Виктору Януковичу. Осенью 2011 года из-за уголовного преследования покинул Украину, имевшиеся активы распродал. В интервью «Левому берегу» в апреле 2012 года Арсен Аваков рассказал, что является бенефициаром нескольких производственных компаний в Италии, часть из которых принадлежали фирме «Инвестор» с 2002 года. По данным «Фокуса», к 2013 году его состояние сократилось до 98,9 млн долларов (118-е место).
Избравшись в Раду, под защитой депутатской неприкосновенности осенью 2012 он вернулся в Украину. Почти сразу после приезда Аваков заявил о планах вернуть потерянные активы. Так, через три года после аннулирования банковской лицензии «Базиса», суд удовлетворил иск супруги Авакова, отменив решение НБУ о ликвидации. После этого из банка оперативно вывели и распродали недвижимость, которая находилась на балансе. По оценкам журналистов Bihus.Info, рыночная стоимость недвижимости — от 100 до 150 млн грн. Позже выяснилось, что покупателями стали структуры партнёров Авакова.
Официально супруга и сын Авакова владеют тремя относительно небольшими солнечными электростанциями (СЭС) на 3-10 МВт в Киевской, Одесской и Херсонской областях, телекомпанией АТН, финансовой компанией «Форсайт», инвестиционным фондом «Верона», а также 25 % пакетом акций отеля Голосеевский и строительной компанией «Бизнес Бил». В то же время украинские СМИ приписывают Авакову контроль над структурами, которые он создал при помощи своих приближённых. Значительную роль в руководстве этими структурами играет бизнес-партнёр Игорь Котвицкий, которого называют также «кошельком Авакова». Сюда входят предприятия по добыче природного газа, бериллия, лития, урана и других природных ресурсов. Кроме того, это Артемовский спиртзавод (24 % акций), сеть табачных магазинов «Кисет» (30 %), производитель боевых автомобилей «Мед Номад» (25 % акций), харьковский отель Чичиков и четыре СЭС в Николаевской и Черкасской областях на 2-23 МВт и «консильери Авакова». По версии журналиста и народного депутата Сергея Лещенко, $40 млн, выведенные Котвицким с территории Украины на офшорные счета в Панаме, частично или полностью являются деньгами Арсена Авакова.
Среди ближайших партнёров по бизнесу Арсена Авакова значатся его жена Инна и сын Александр. Арсену Авакову, а также членам его семьи принадлежит несколько десятков компаний и дочерних предприятий. Официально в электронной декларации за 2015 год у Авакова указаны 15 юридических лиц, конечным бенефициаром которых является сам Арсен или Инна Авакова.
За 2016 год Арсен Аваков задекларировал среди прочего 12 акций футбольного клуба «Металлист»
В конце февраля 2018 года СМИ обнаружили, что Аваков владеет в Италии 26-комнатной виллой площадью 566 м² в Сан-Феличе-Чирчео (область Лацио) на побережье Средиземного моря. Согласно выписке из реестра, владение было приобретено через фирму Avitalia S.R.L., 100 % владельцем которой через своё дочернее предприятие Ferdico S.R.L. является Арсен Аваков. В интервью «Украинской правде» министр внутренних дел рассказал, что приобретение этой виллы — один из проектов его супруги.
В марте 2019 года появилась информация о приобретении Арсеном Аваковым интернет-издания «Буквы».
Декларация
По данным декларации о доходах за 2020 год, Арсен Аваков вместе с супругой владеет двумя квартирами в Харькове площадью 657,9 м² и 70,90 м², а также квартирой 55,4 м² в Чугуеве, земельным участком в селе Коробочкино Харьковской области площадью 12 соток. В том же году официально он заработал 4 млн грн зарплаты, около 200 тыс. грн процентов по депозитам и почти 5 млн грн дивидендов. На счетах семья имеет несколько сотен тысяч долларов и евро и около 1 млн грн.

## Награды
- Заслуженный экономист Украины (22 июня 2007) — за весомый личный вклад в развитие конституционных принципов украинской государственности, многолетний добросовестный труд, высокий профессионализм и по случаю Дня Конституции Украины[3].
- Медаль «65 лет освобождения Республики Беларусь от немецко-фашистских захватчиков» (Беларусь, 2009 год)[149].
- Наградное оружие — пистолет «Кольт» M1911 со 140 патронами[150].

## Личная жизнь
Женат на Инне Аваковой, которая с 1994 по 2012 год занимала должность заместителя председателя правления ПАО «АКБ „Базис“», входящего в состав АО «Инвестор».
Сын Александр (1988 г.р.) с начала августа 2014 года служил в специальном батальоне МВД «Киев-1», действующем в зоне вооружённого конфликта на востоке Украины и принимавшем участие в противостоянии в Славянске. Спустя месяц участия в АТО возвратился в Киев на ротацию, после чего продолжил обучение на штурмовика.
За активное использование социальной сети Facebook получил прозвище «министр Фейсбука». Сам Аваков знает об этом прозвище и прокомментировал это тем, что использование соцсетей — «прекрасный вариант коммуникации и обратной связи».

## Авторские издания
Автор ряда публикаций (в том числе научных, включая одну коллективную монографию), в частности:
- Вексельное обращение: теория и практика / А. Б. Аваков, Г. И. Гаевой, В. А. Бешанов и др. — Харьков: Фолио, 2000. — 382 с.
- Главное: Сборник статей (апрель 2005 — октябрь 2006) / Арсен Аваков. — Харьков, 2006. — 48 с.: ил.
- Акценты: Речи, статьи, выступления, интервью, публикации (ноябрь 2004 — декабрь 2006): сборник статей / Арсен Аваков. — Харьков: Золотые страницы, 2007. — 464 с.: ил.
- Ленин с нами: Статья + Интернет-эпистолярий / Арсен Аваков. — Харьков: Золотые страницы, 2008. — 100 с.: ил.
- Вчера и завтра / Арсен Аваков. — Харьков: Золотые страницы, 2008. — 48 с.
- Стратегия социально-экономического развития Харьковской области на период до 2015 года: Монография. — Харьков: Издательский Дом «ИНЖЕК», 2008. — 352 с.